# Hylli i Dritës
Hylli i Dritës (Светлая звезда) — политико-культурный ежемесячник, издававшийся в Албании с 1913 года до 1944 года и возобновивший своё издание в 1993 году.

## История
Первый номер журнала вышел в 1913 году по инициативе албанского поэта, католического священника и деятеля национально-освободительного движения Гергь Фишты. Издавался в шкодерской типографии «Nikaj Press». Журнал сплотил вокруг себя албанскую интеллигенцию и стал форумом обсуждения албанской идентичности и культуры албанского народа. Во время Первой мировой войны журнал не издавался из-за запрета австрийских властей.
В 1921 году Гергь Фишта при поддержке албанских францисканцев и лидера Демократической партии Феофана Ноли возобновил издание журнала. В 1925 году после прихода к власти Ахмета Зогу издание журнала было вновь запрещено. В 1930 году Гергь Фишта получил разрешение на возобновление издания журнала. С 1942 года главным редактором журнала стал албанский философ Антон Харапи.
В 1944 году после прихода к власти коммунистических властей издание журнала прекратилось.
В 1993 году издание журнала возобновилось по инициативе католического священника и писателя Зефа Пллуми. В 1997 году по организационным причинам журнал был закрыт и снова стал издаваться с 2007 года.
В журнале публиковал свои собранные материалы по фольклору албанских горных районов францисканец и поэт Бернардин Паляй.

## Главные редакторы
- Гергь Фишта (1913—1940);
- Антон Харапи (1942—1944);
- Зеф Пллуми (1993—1997);
- Ардиан Ндреца (с 2007 года).